# Grigorij Piatakow
Grigorij Michajłowicz Piatakow, ros. Григорий Михайлович Пятаков (ur. 9 listopada?/22 listopada 1903 w Piesczanokopsku, gubernia stawropolska, zm. ?) – radziecki lotnik wojskowy, pułkownik lotnictwa gwardii. 

## Życiorys
Brał udział w II wojnie światowej. Od września 1943 do 31 stycznia 1945 w stopniu pułkownika pilota dowodził 177 Gwardyjskim Debreczyńskim Pułkiem Lotnictwa Myśliwskiego odznaczonym Orderem Suworowa. 
W 1949 jako generał rozpoczął służbę w Wojsku Polskim, w latach 1950–1952 był dowódcą 5 Dywizji Lotnictwa Myśliwskiego OPL, w 1952 dowódcą 3 Korpusu Lotnictwa Myśliwskiego.
W 1952 powrócił do ZSRR, gdzie pełnił służbę w Moskiewskim Okręgu Obrony Przeciwlotniczej.